# Káto Aródes
Ármou (grec moderne : Κάτω Αρόδες) est un village de Chypre de plus de 39 habitants.